# Blondes Have More Fun
Blondes Have More Fun é o nono álbum de estúdio do cantor Rod Stewart, lançado a 24 de Novembro de 1978.
Este álbum tem o super hit "Da Ya Think I'm Sexy?" e vendeu 10 milhões de cópias

## Faixas
1. "Da Ya Think I'm Sexy?" (Stewart, Carmine Appice) - 5:31
2. "Dirty Weekend" (Stewart, Gary Grainger) - 2:36
3. "Ain't Love a Bitch" (Stewart, Gary Grainger) - 4:39
4. "The Best Days of My Life" (Stewart, Jim Cregan) - 4:21
5. "Is That The Thanks I Get?" (Stewart, Jim Cregan) - 4:32
6. "Attractive Female Wanted" (Stewart, Gary Grainger) - 4:17
7. "Blondes (Have More Fun)" (Stewart, Jim Cregan) - 3:46
8. "Last Summer" (Stewart, Jim Cregan) - 4:05
9. "Standin' in the Shadows of Love" (Lamont Dozier, Eddie Holland, Brian Holland) - 4:28
10. "Scarred and Scared" (Stewart, Gary Grainger) - 4:54

| Críticas profissionais                                                      | Críticas profissionais |
| Avaliações da crítica                                                       | Avaliações da crítica  |
| Fonte                                                                       | Avaliação              |
| --------------------------------------------------------------------------- | ---------------------- |
| allmusic                                                                    | [ 2 ]                  |
| Rolling Stone                                                               | (sem nota)             |
| Esta tabela precisa de ser acompanhada por texto em prosa. Consulte o guia. |                        |

## Paradas
| Paradas (1979) | Posição |
| -------------- | ------- |
| Billboard 200  | 1       |